# Impatiens tortisepala
Impatiens tortisepala är en balsaminväxtart som beskrevs av Joseph Dalton Hooker. Impatiens tortisepala ingår i släktet balsaminer, och familjen balsaminväxter. Inga underarter finns listade i Catalogue of Life.